# Anders Baggesen
Anders Baggesen (Rakkeby, 9 oktober 1958) is een Deense acteur en theaterregisseur.
Baggesen studeerde in 1980 af aan de toneelschool van het Aarhus Teater en is dan ook voor het grootste deel van zijn carrière verbonden geweest aan het theater, hoewel hij ook rollen heeft gehad bij het Aalborg Teater, Gladsaxe Teater, Aveny Teater, Amagerscenen, Det Danske Teater en Det Ny Teater. Hij is gehuwd met Joan Baggesen (de directrice van het Aarhus Theater). Samen hebben zij twee kinderen, Julie Marie Baggesen Høgsberg en Andreas Baggesen, en kleinzoon Oliver Bjørn Baggesen Høgsberg.
Naast acteren heeft hij kindertheater, revues en muziektheater geregisseerd; naast producties bij het Aarhus Theater heeft hij ook gewerkt voor de Nationale Deense Opera en, vanaf 2004, als directeur van Vilhelmsborg Festspil. In 2005 ontving hij een Reumert Award voor zijn rol in Lykke-Per bij het Aalborg Theater.

## Filmografie

### Films
Inclusief korte films
| Jaar | Titel               | Rol   |
| ---- | ------------------- | ----- |
| 2012 | Ude på landet       | Tage  |
| 2020 | Turned              | Claus |
| N/A  | The Quiet Migration | N/A   |

### Series
| Jaar | Titel           | Rol             | Opmerkingen     |
| ---- | --------------- | --------------- | --------------- |
| 1985 | Rejseholdet     | Spejderfører    | 1 aflevering    |
| 1986 | Jul på slottet  | Sysmund         | 24 afleveringen |
| 1989 | Station 13      | N/A             | 1 aflevering    |
| 2000 | Jul på Kronborg | Sixten Syvsteen | 3 afleveringen  |
| 2015 | Norskov         | Betjent Conan   | 1 aflevering    |
| 2017 | Badehotellet    | Wolle Iversen   | 2 afleveringen  |